# 大億麗緻酒店
大億麗緻酒店為台南市首家五星級國際觀光大飯店，由大億集團投資、委託麗緻餐旅集團麗緻管理顧問公司提供專業諮詢服務。緊鄰新光三越台南新天地、台南晶英酒店、和逸飯店台南西門館和煙波大飯店台南館。為地上22層、地下5層的建築，內有315間豪華客房及套房，260個停車位，兼具商務、會議、休閒、餐飲、宴客、娛樂等功能於一體，位置亦鄰近台南孔廟、台南市美術館、司法博物館等古蹟景點。
因為嚴重特殊傳染性肺炎疫情影響，大億麗緻酒店決定於2020年6月30日結束營業。2024年第三季將交由福泰飯店接手承租經營，預計2025年開幕。

## 麗緻集團飯店
- 烏來樸石麗緻溫泉會館（新北市烏來區）
- 亞都麗緻大飯店（台北市中山區）
- 陽明山中國麗緻大飯店(已改名)（台北市士林區）
- 台中亞緻大飯店 （台中市西區）

## 外部連結
- 大億麗緻酒店 （页面存档备份，存于）
- 大億麗緻酒店   臺灣旅宿網 （页面存档备份，存于）

22°59′15.87″N 120°11′52.61″E / 22.9877417°N 120.1979472°E